# Isolabella
Ne doit pas être confondu avec Isola Bella.
Isolabella est une commune de la ville métropolitaine de Turin, dans le Piémont, en Italie.

## Administration
| Période                                  | Période | Identité          | Étiquette | Qualité |
| ---------------------------------------- | ------- | ----------------- | --------- | ------- |
|                                          |         | Silvia Colombatto |           |         |
| Les données manquantes sont à compléter. |         |                   |           |         |

### Communes limitrophes
Villanova d'Asti, Poirino, Valfenera, Cellarengo.